# فرانسیس نیکولاس
فرانسیس نیکولاس که بیشتر به فرانکی ناکلز شهرت دارد دیجی و تهیه‌کننده موسیقی آمریکایی بود. ناکلز در ۱۸ ژانویه ۱۹۵۵ در محله برانکس نیویورک به دنیا آمد و بعدها به شیکاگو، ایلینوی مهاجرت نمود. وی در دهه ۱۹۸۰ زمانی که موسیقی هاوس روزهای اولیه خود را می‌گذرانید نقش مهمی در تولید این موسیقی و شناساندن آن به جامعه شیکاگو ایفا کرد. به دلیل نقش مهم و اساسی وی در تولید این سبک موسیقی اغلب وی را با لقب پدرخوانده موسیقی هاوس می‌شناسند. در سال ۲۰۰۴ قسمتی از یک خیابان در شهر شیکاگو، به احترام وی ناکلز نام گذاری شد. وی در سال ۱۹۹۷ برنده جایزه موسیقی گرمی شد. وی در ۳۱ مارس ۲۰۱۴ از دنیا رفت.